# Harald Lindell
Harald Lindell, född den 1 februari 1893 i Norrköping, död den 13 november 1979 i Karlstad, var en svensk ämbetsman.
Lindell avlade juris kandidatexamen vid Uppsala universitet 1919. Han blev andre länsbokhållare i Värmlands län 1922, förste länsbokhållare där 1929 och länsassessor i Kopparbergs län 1936. Lindell var landskamrerare i Gotlands län 1942–1948 och i Värmlands län 1948–1958. Han var ordförande i styrelsen för Riksbankens avdelningskontor i Visby 1947–1948, ordförande i Karlstads orkesterförening 1947–1958 och fransk konsul 1958–1969. Lindell blev riddare av Nordstjärneorden 1944 och kommendör av samma orden 1952. Han vilar på Norra kyrkogården i Karlstad..